# Matthew Amoah
Matthew Amoah (Tema, 24. listopada 1980.) bivši je ganski nogometaš i reprezentativac koji je igrao u napadu. 

## Početak karijere
S troje braće je uvježbavao svoje igračko umijeće na ulicama svog rodnog grada. Kad je navršio 15 godina, uočili su ga skauti nizozemskog kluba dok je igrao na međunarodnom turniru nogometne mladeži za svoj klub Great Ambassadors.
U dobi od 16 godina je odselio u Nizozemsku gdje se pridružio arnhemskom Vitesseu. Ondje je proveo 8 godina. Budući da je vrlo mlad otišao iz domovine, to je dovelo do toga da je bio nepoznat jer nije nikad igrao ni u jednom vrhunskom ganskom klubu, unatoč činjenici da Amoahovi uspjesi u nisu prošli nezapaženi u njegovome rodnome gradu Temi.

## Posudba u Fortuni
Nakon što je Amoah otišao u Vitesse, nije igrao redovito. Da bi igrao, Vitesse ga je posudio Fortuni iz Sittarda. Ondje je bio uspješan s nastupima, jer je u 15 utakmica postigao 10 pogodaka. Vitesse ga je vratio s posudbe nazad u Arnhem, Trener Ronald Koeman mu je dao prigodu i to se isplatilo: navijači su proglasili Amoaha najboljim igračem sezone 2002./2003. u kojoj je postigao 15 pogodaka i u kojoj se klub natjecao u europskim klupskim natjecanjima. Amoah se razvio u dobra napadača, što nije promaklo ganskom izborniku. Amoah je igrajući za Vitesse postigao 62 gola u 174 utakmice.

## Odlazak u Njemačku
Prosinca 2005. je tijekom zimskog prijelaznog roka potpisao za njemačku Borussiju iz Dortmunda. Tako se pridružio treneru Bertu van Marwijku koji ga je vodio u sezoni 1999./2000. dok je igrao za Fortunu iz Sittarda. Potpisao je dvogodišnji ugovor, no odigrao je samo 17 utakmica.

## Vanjske poveznice
- FIFA  Arhivirana inačica izvorne stranice od 17. siječnja 2011. (Wayback Machine) Profil (en.)